# Giovanni Boccaccio

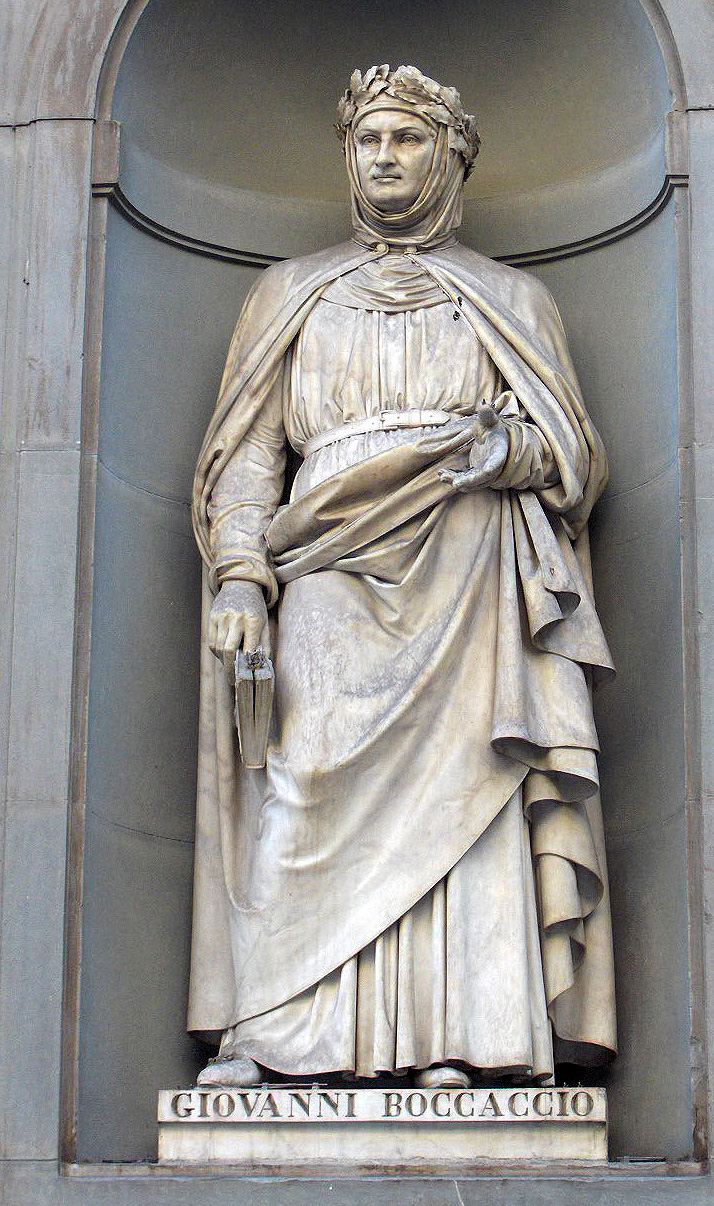
Giovanni Boccaccio, staty skapad 1845, i Uffizierna, Florens.

Giovanni Boccaccio, född 1313 i Florens, död 21 december 1375 i Certaldo nära Florens, var en italiensk författare. Han har blivit kallad för novellens skapare.

## Liv och verk
Giovanni Boccaccio var utomäktenskaplig son till en handelsman i Florens och en kvinna från Paris. Åren 1328-1341 var han bosatt i Neapel och där blev han förälskad, sannolikt i grevinnan Maria d'Aquino. Denna kvinna tros vara förebilden till den otrogna Fiametta, vilken tjänar som musa i Boccaccios tidiga poetiska verk. Han studerade kanonisk rätt, efter att ha skrinlagt sina planer på att bli affärsman. Maria d’Aquino öppnade en ny värld för honom — hovlivet med dess kulturella prägel inspirerade honom till att själv börja författa. I sina tidigaste alster återger han annan litteratur; Filocolo efter berättelsen om Flores och Blanzeflor, Filostrato efter Trojasagan. Ameto är en herderoman med självbiografiska inslag.
Hans mest berömda verk är en samling berättelser, Decamerone (1353), med vilken han skapade novellgenren. Titeln anspelar på ramberättelsen. Under digerdöden flyr tio personer undan Florens och isolerar sig för att inte smittas. För att lätta upp stämningen berättar de tio berättelser per kväll i tio dagar. Det är dessa hundra berättelser som är bokens främsta innehåll. Till stilen bröt Boccaccio med den högstämda diktning som tidigare skrivits. Stoffet utgörs av komiska och parodiska skrönor som florerade, med religiös dubbelmoral och antydda oanständigheter.
Under 1350-talet lärde han känna Petrarca och deras brev finns bevarade. Vänskapen innebar en religiös omvändelse för Boccaccio som med tiden hade fyllts med ånger för sina ungdomssynder. Han började då studera i humanistisk anda, samt bekostade tillsammans med Petrarca den första latinska översättningen av Homeros.
Boccaccio var den förste som skrev en biografi över Dante Alighieri. Titeln förkortas vanligen Vita di Dante eller Trattatello in laude di Dante. Dessutom var han en av de förste som författade kommentarer till Divina Commedia, Esposizioni sopra la Comedia di Dante.